# Elztal
Elztal – miejscowość i gmina w Niemczech, w kraju związkowym Badenia-Wirtembergia, w rejencji Karlsruhe, w regionie Rhein-Neckar, w powiecie Neckar-Odenwald, wchodzi w skład wspólnoty administracyjnej Mosbach. Leży nad rzeką Elzbach, ok. 7 km na północny wschód od Mosbach, przy drogach krajowych B27, B292 i linii kolejowej Osterburken-Mosbach.